# 南市町

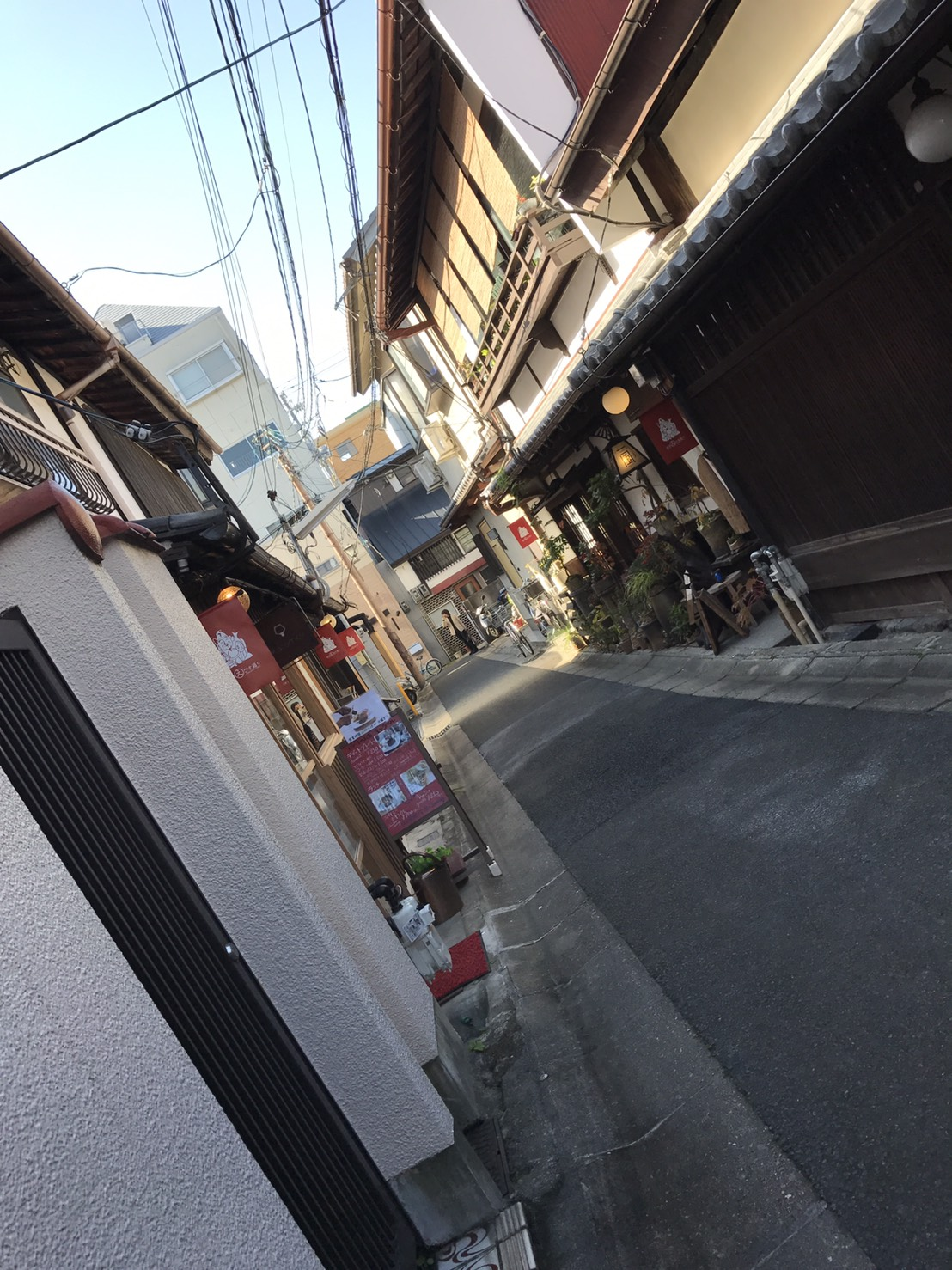
町の風景(道路)

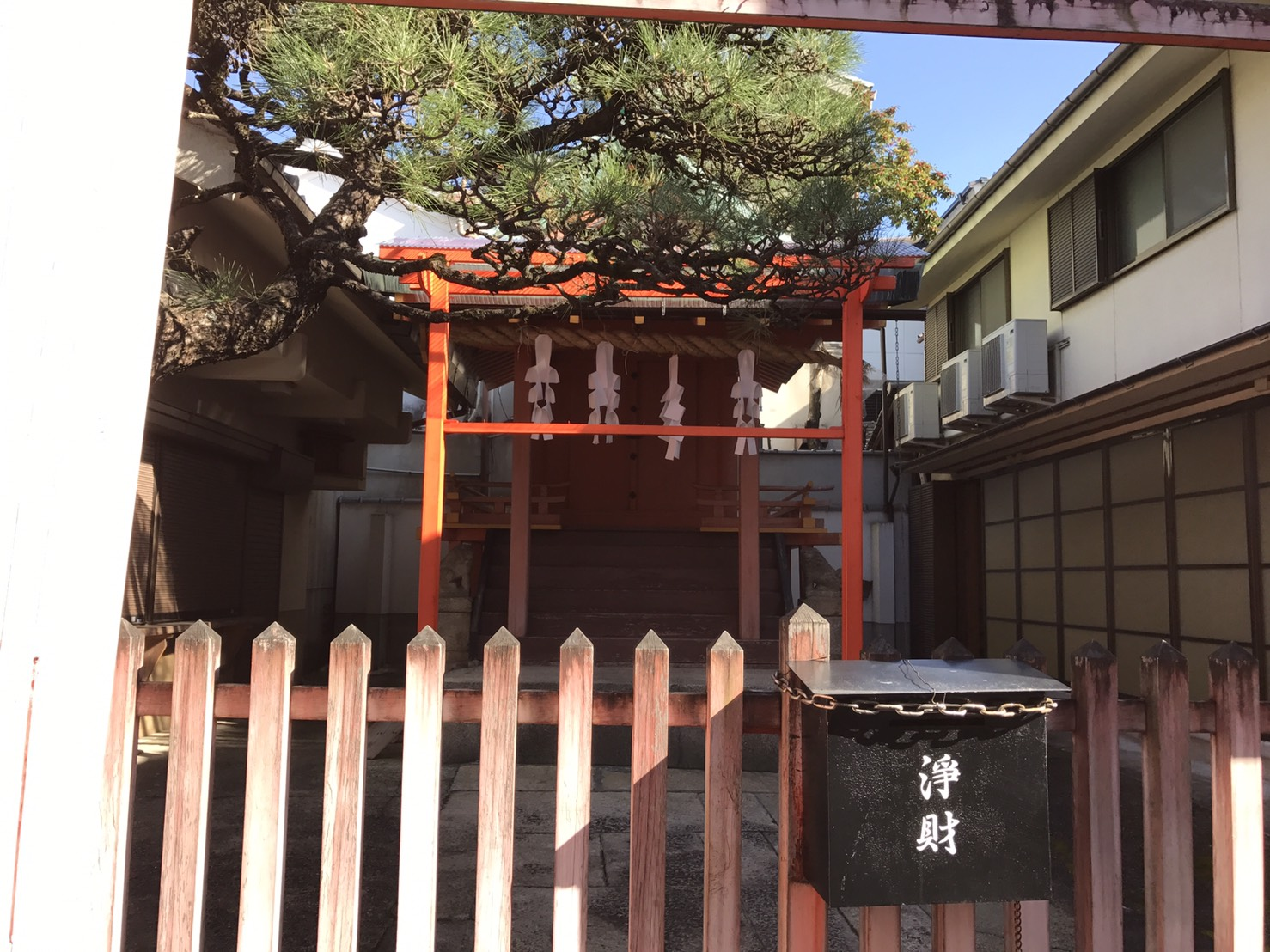
恵比寿神社

南市町（みなみいちちょう）は奈良県奈良市の地名。郵便番号は630-8373。

## 地理
市の中央部、市街地の中央部に位置する。
北は元林院町、西は餅飯殿町、東は今御門町と接する。

### 小・中学校の学区
奈良市立椿井小学校、および奈良市立三笠中学校の学区に属する。

## 歴史

### 沿革
本町は、1532年（天文元年）の奈良一向一揆で中市が荒廃した後、興福寺六方衆が猿沢池の南方の地を定めて新設した市場であった。当初は新市と呼ばれていたが、やがて南市の称が定着した。
古くは東寺林町から猿沢池あたりまで芝原があった。
1889年（明治22年）から奈良町、1898年（明治31年）からは奈良市に所属している。大正初期から奈良検番などの芸妓の置場ができ、歓楽街として発展した。近年はスナックやバーが多い。

### 地名の由来
1687年（貞享4年）発行の『奈良曝』によれば、天文年間に六方衆が新市を開いていた際、奈良の三条通を境界線として南部を南里と呼んでいた。ここから南里の市の意味で「南市」と称するようになったと言われている。

### 人口の変遷
- 1938年（昭和13年）の世帯数59。
- 1980年（昭和55年）の世帯数60、人口179人。

### 恵毘寿との関連性
南市は鎌倉時代に開かれたとされ、高天市と北市とともに南都の三市とされていた。そのころから恵毘寿は市の守護神として祭られている。毎年1月5日に祭礼が行われ、俗に「5日えびす」といい、大和の数ある「えびす祭」の中でも最もにぎわったと伝えられている。現在も招福と商売繁盛の神様として知られ、1月4日に宵えびす、5日に本えびすを行っている。

## 交通
鉄道は通っていない。道路に関しては幅員が狭く、対向車の行き違いが難しい区間が多い。 路線バスは通っていない。

## 施設
- 春日大社末社南市恵毘須神社
- 南市京家